# Idaea campata
Idaea campata là một loài bướm đêm trong họ Geometridae.